# 假柄掌叶树
假柄掌叶树（学名：Brassaiopsis palmipes）是五加科罗伞属的植物。分布于不丹以及中国大陆的云南等地，生长于海拔1,000米的地区，多生在湿热带森林中，目前尚未由人工引种栽培。

## 种下等级
- Brassaiopsis palmipes Forrest ex W. W. Smith